# Periclimenaeus wilsoni
Periclimenaeus wilsoni är en kräftdjursart som först beskrevs av Hay 1917.  Periclimenaeus wilsoni ingår i släktet Periclimenaeus och familjen Palaemonidae. Inga underarter finns listade i Catalogue of Life.